# Kunminia
Kunminia — рід цинодонтових синапсидів ранньоюрської (синемюрської) формації Луфен у Китаї.